# Odnożyca kępkowa

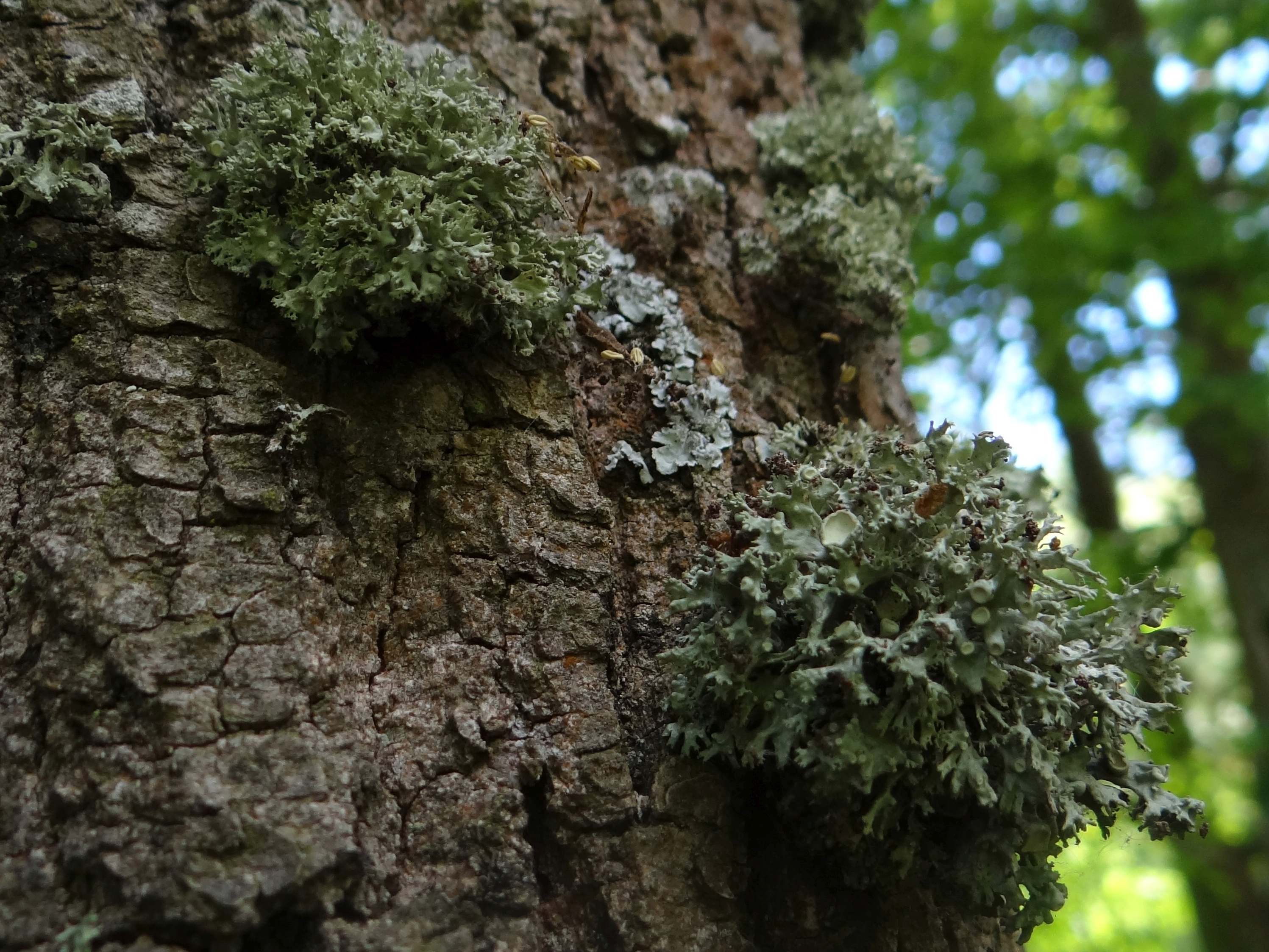

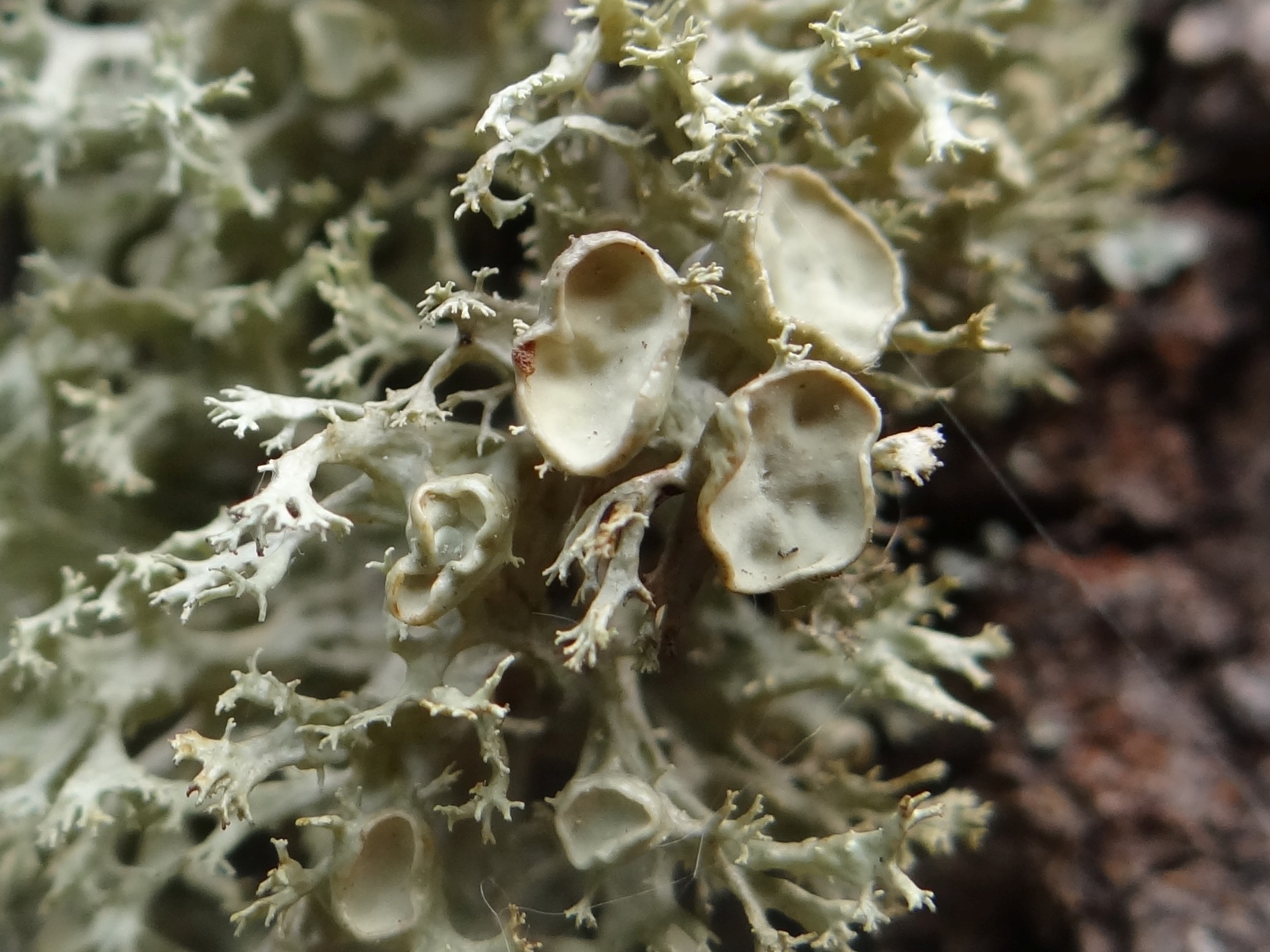

Odnożyca kępkowa (Ramalina fastigiata (Pers.) Ach.) – gatunek grzybów należący do rodziny odnożycowatych Ramalinaceae). Ze względu na współżycie z glonami zaliczany jest do porostów.

## Systematyka i nazewnictwo
Pozycja w klasyfikacji według Index Fungorum: Ramalina, Ramalinaceae, Lecanorales, Lecanoromycetidae, Lecanoromycetes, Pezizomycotina, Ascomycota, Fungi.
Po raz pierwszy takson ten zdiagnozował w roku 1794 Persoon nadając mu nazwę Liuchen fastigiatus. Obecną, uznaną przez Index Fungorum nazwę nadał mu w roku 1802 Acharius, przenosząc go do rodzaju Ramalina.
Niektóre synonimy nazwy naukowej:

- Lichen fastigiatus Pers. 1794
- Lobaria populina Hoffm. 1796
- Parmelia fastigiata (Pers.) Ach. 1803
- Parmelia populina (Hoffm.) Wallr. 1831
- Physcia fastigiata (Pers.) DC. 1805
- Platysma populinum (Hoffm.) Frege 1812
- Ramalina farinacea var. minutula Ach. 1810
- Ramalina fastigiata var. conglobata (Laurer ex Nyl.) Motyka 1961
- Ramalina fenestrata Motyka 1960
- Ramalina fraxinea subsp. fastigiata (Pers.) Ach. 1814
- Ramalina fraxinea var. pellucida A.E. Wade 1961
- Ramalina minutula (Ach.) Röhl. 1813
- Ramalina populina (Hoffm.) Vain. 1888

Nazwa polska według Krytycznej listy porostów i grzybów naporostowych Polski.

## Charakterystyka
Plecha krzaczkowata lub listkowato-krzaczkowata, tworząca kępki lub murawki o długości 1-5, wyjątkowo do 10 cm. Jest sztywna, odstająca od podłoża lub zwisająca. Obydwie strony plechy są jednakowe i mają barwę oliwkową lub szarozieloną, są matowe lub nieco lśniące. Pod korą występuje mechaniczna nibytkanka. Poszczególne odcinki plechy mają długość 1-5, wyjątkowo do 10 mm, są zazwyczaj spłaszczone, czasami tylko obłe. Rozgałęziają się nieregularnie lub widełkowato. Mają podłużnie lub siateczkowato pomarszczona powierzchnię, są dołeczkowane lub niemal gładkie. Odcinki plechy zakończone są owocnikami lub krótkimi, tępymi lub zaostrzonymi odcineczkami. Plecha zawiera glony protokokkoidalne.
Niemal zawsze na plesze znajdują się duże owocniki. Występują na szczytach odcinków plechy. Są to lekanorowe apotecja o średnicy 2–5 mm. Maja brunatnożółte, okrągłe tarczki, zwykle delikatnie różowo lub cielisto przyprószone. Brzeżek apotecjów początkowo jest gruby, później jednak staje się cienki i zanika. Zarodniki bezbarwne, dwukomórkowe, o rozmiarach 10–16 × 4,5–7 μm.
Reakcje barwne: K -, C -, Pd –,  K -.

## Występowanie i siedlisko
Odnożyca kępkowa występuje na wszystkich kontynentach (poza Antarktydą). Najliczniejsze opisane jej stanowiska znajdują się na półkuli północnej, zwłaszcza w Europie. W Polsce występuje w rozproszeniu na terenie całego kraju, zarówno na niżu, jak  i w niższych położeniach górskich, ale jest rzadka. Na Warmii i Mazurach występuje jeszcze dość często, gdzie indziej jest już bardzo rzadka. Znajduje się na Czerwonej liście roślin i grzybów Polski. Ma status EN – gatunek w sytuacji bardzo wysokiego ryzyka wymarcia w stanie dzikim. Jest gatunkiem ściśle chronionym.
Rozwija się na korze drzew, zarówno liściastych, jak iglastych. Rzadko tylko spotykana jest na drewnie lub skałach. Najczęściej występuje na korze drzew liściastych, rosnących pojedynczo. Jest bowiem gatunkiem światłolubnym, preferującym miejsca odsłonięte i dobrze oświetlone.